# Verenigde Autobus Diensten VAD

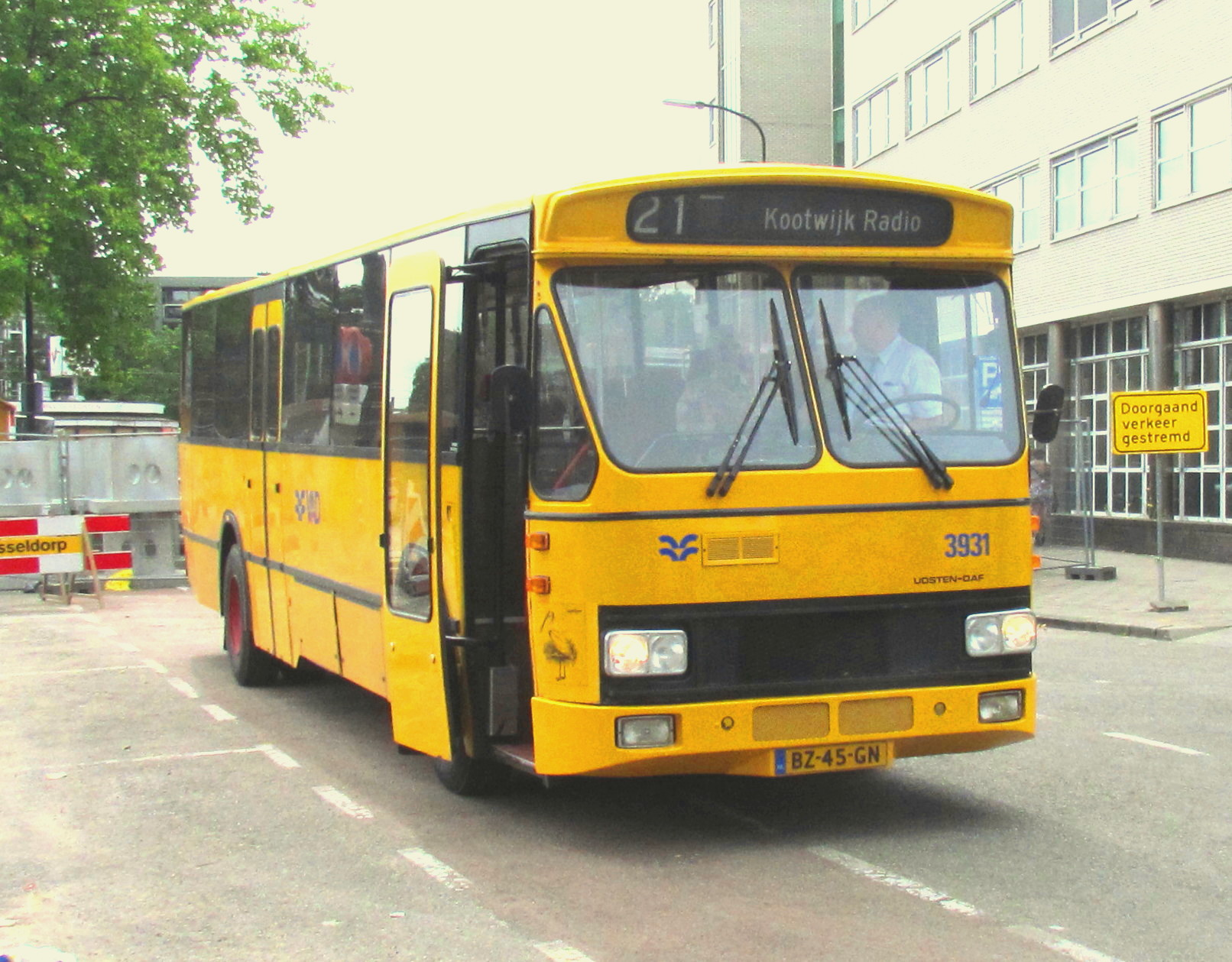
Een lijnbus van de VAD, nr. 3931.

De N.V. Verenigde Autobus Diensten VAD was een Nederlands openbaarvervoerbedrijf dat ontstond op 1 januari 1981 door de fusie van de Veluwse Auto Dienst met de Flevodienst. In 1982 werd de stadsdienst in Zwolle van Schutte overgenomen. Een jaar later werd de stadsdienst van de firma Nefkens in Amersfoort aan de VAD toegevoegd.
Door de groei van Almere en Zeewolde groeide het lijnnet in Flevoland in de jaren 80. In 1994 werd de VAD opgenomen in het fusiebedrijf Midnet.

## Logo
Bij de fusie van 1981 werden de logo's van de "Veluwse" VAD en de Flevodienst, die al enige gelijkenis met elkaar vertoonden, in elkaar geschoven. Het grafische gedeelte werd volledig overgenomen van de Flevodienst, terwijl het tekstuele gedeelte "VAD" een erfenis was van de Veluwse VAD.